# King Power

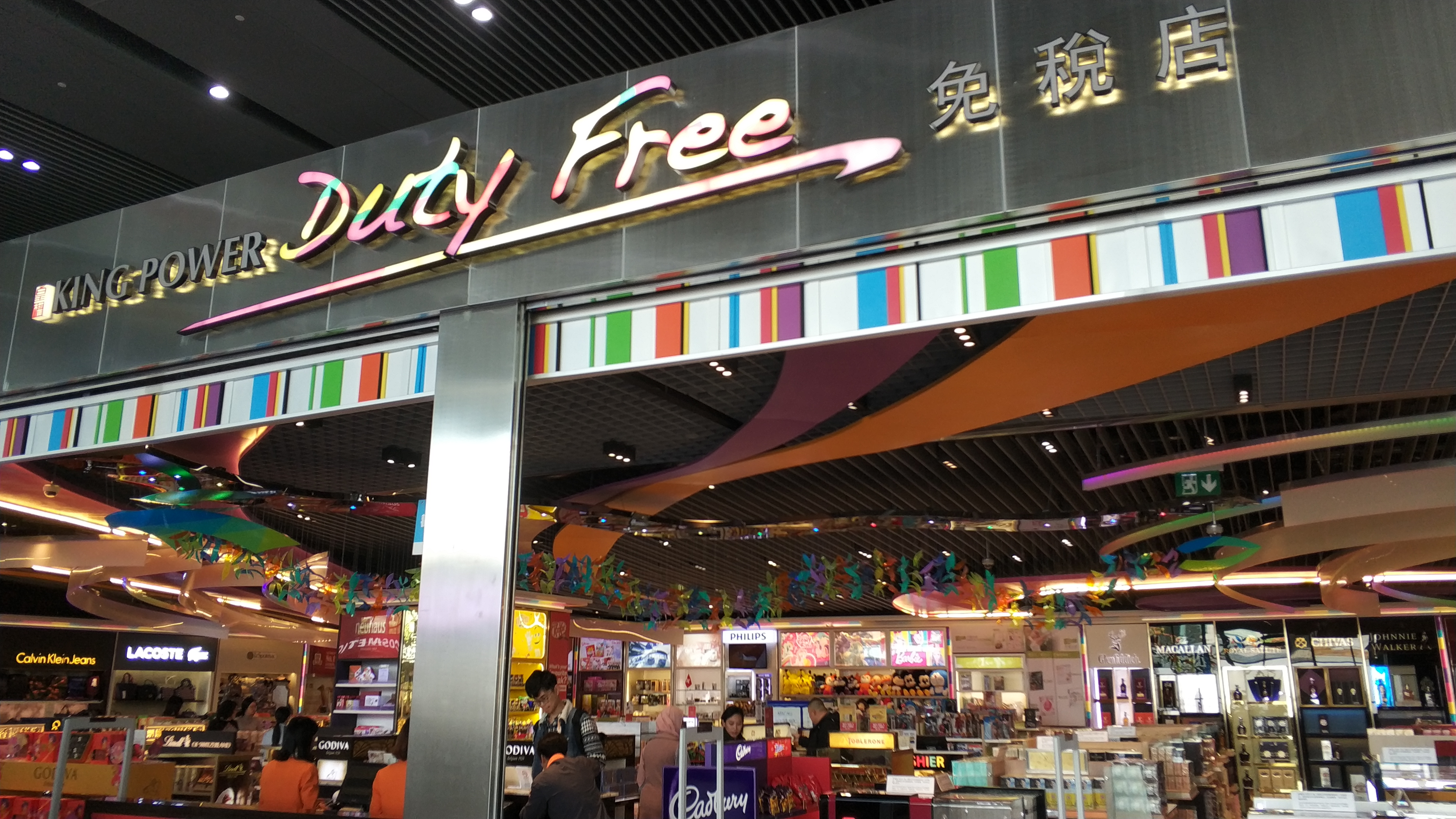
Duty-free-shop im Flughafen Macau

King Power ist ein thailändischer Betreiber von Duty-free-Läden. King Power besitzt unter anderem Konzessionen für den Betrieb aller Ladenflächen in Thailands größtem Flughafen Bangkok-Suvarnabhumi und ist hier innerhalb Thailands im Besitz eines Quasi-Monopols. Im Jahr 2009 wurde King Power zum königlichen Hoflieferanten ernannt. Vor dem Hauptsitz des Unternehmens befindet sich seither eine Garuda-Statue, die dem Unternehmen als königliche Insigne verliehen wurde. Mit dem Kauf eines Anteils von 39 % an der thailändischen Fluggesellschaft Thai AirAsia im Jahr 2016 wurde King Power zum zweitgrößten Anteilseigner des Luftverkehrsunternehmens. Im April 2018 kaufte King Power große Teile des Maha-Nakhon-Gebäudes in Bangkok, darunter auch das Aussichtsdeck. Die Transaktion hatte einen Wert von rund 14 Milliarden Baht (~360 Millionen Euro (Wechselkurs: April 2018)). Mit ihr verbunden war auch die Übernahme der Namensrechte an dem Hochhaus, das daraufhin in King Power MahaNakhon umbenannt wurde.
Das Unternehmen tritt als Sponsor des Polo-Sports auf und ist Trikot- und Stadionsponsor des englischen Fußball-Zweitligisten und englischen Meisters von 2016 Leicester City, dessen Eigentümer der Unternehmensgründer Vichai Srivaddhanaprabha war. Am 27. Oktober 2018 stürzte der Hubschrauber Srivaddhanaprabhas in der Nähe des King Power Stadiums ab. Srivaddhanaprabha sowie vier weitere Personen kamen bei dem Unglück ums Leben.